# Tristachya angustifolia
Tristachya angustifolia är en gräsart som beskrevs av Albert Spear Hitchcock. Tristachya angustifolia ingår i släktet Tristachya och familjen gräs. Inga underarter finns listade i Catalogue of Life.